# La deuda interna
La deuda interna, també coneguda com Verónico Cruz: La deuda interna, és una pel·lícula argentina dramàtica-històrica de 1988 dirigida per Miguel Pereira i protagonitzada per Juan José Camero, Gonzalo Morales i René Olaguivel, basada en una novel·la del mestre Fortunato Ramos. Va ser estrenada el 4 d'agost de 1988 i va guanyar el Còndor de Plata com a Millor Pel·lícula en 1989. Va obtenir altres quatre premis, entre ells tres en el Festival Internacional de Cinema de Berlín.

## Sinopsi
Un mestre rural (Juan José Camero) de la del nord província de Jujuy, estableix una relació amistosa amb els habitants de Chorcán, una petita llogaret andí. En aquestes circumstàncies esclata la Guerra de les Malvines, i un dels seus alumnes, Verónico Cruz (Gonzalo Morales), és convocat a lluitar, passant a formar part de la tripulació de l'ARA General Belgrano, enfonsat el 2 de maig de 1982.

## Repartiment
- Juan José Camero com Lehrer, el professor que es fa amic de Verónico. És conegut com "el mestre" per la gent del poble.
- Gonzalo Morales com a Verónico Cruz, el personatge principal. La pel·lícula tracta sobre la seva majoria d’edat. Aprèn sobre Argentina del "mestre" i se suposa que va morir al final de la història en l'enfonsament del creuer ARA General Belgrano durant la Guerra de les Malvines.
- Fortunato Ramos com Castulo Cruz, el pare de Verónico i apareix a la seqüència inicial i es veu sortir del caseriu per trobar feina i alimentar la seva família. Troba problemes polítics a la gran ciutat i no torna mai. La pel·lícula es basa en el treball del senyor Ramos al nord-oest d'Argentina.
- Anna Maria Gonzales com l'àvia, que té por que Verónico conegui el món cruel i prefereix que no vagi a l'escola. Tot i això, ella canvia d’opinió i permet que Verónico assisteixi a les classes.
- Juanita Caceres com Juanita és l'interès amorós de Verónico.
- Don Leopoldo Aban com a Don Domingo
- Guillermo Delgado com a policia
- Rene Olaguivel com a comissari
- Titina Gaspar com a mare de Verónico
- Raul Calles com a oficial
- Leo Salgado com a oficial de policia
- Luis Uceda com a soldat

## Producció
Miguel Pereira, de manera neorealista, utilitzava figurants i dobles quan filmava a la província de Jujuy i a Chorcán. El rodatge es va fer a Chorcán (departament d'Humahuaca) i San Salvador de Jujuy a la província de Jujuy, Argentina.
Segons el New Internationalist alguna premsa anglesa van criticar el finançament de la pel·lícula. El British Film Institute i Channel Four van finançar parcialment la pel·lícula i la premsa provincial anglesa va qualificar la seva acció com a "traïció". La Guerra de les Malvines va ser, al cap i a la fi, entre Gran Bretanya i Argentina, segons van argumentar.

## Premis
- Premis Còndor de Plata (1989): Millor pel·lícula
- Festival Internacional de Cinema de Berlín (1989): Premi OCIC, Ós de Plata a la producció artística destacada i premi Interfilm[4]
- Festival de Cinema de Bogotà (1989): Premi especial